# Empire galactique (Asimov)
 (octobre 2021).
Si vous disposez d'ouvrages ou d'articles de référence ou si vous connaissez des sites web de qualité traitant du thème abordé ici, merci de compléter l'article en donnant les références utiles à sa vérifiabilité et en les liant à la section « Notes et références ».
Pour les articles homonymes, voir Empire et Empire galactique.
1 – 12 518, Ère Galactique
Entités précédentes :
- Empire trantorien
- Royaumes Pré-Impériaux

Entités suivantes :
- Fédération de la Fondation
- Royaumes de l'Interrègne

- Connu. L'article "Neotrantor" de l'Encyclopedia Galactica indique que la dynastie neotrantorienne exista encore environ un siècle après Dagobert IX.

Dans le Cycle de l'Empire et le Cycle de Fondation d'Isaac Asimov, l'Empire galactique, aussi appelé Empire ou Premier Empire galactique à partir de l'Interrègne, est un Empire autocratique millénaire fortement unitaire, subdivisé mais surtout centralisé autour de sa planète-capitale Trantor, œcumenopole de 40 milliards d'habitants. Cet Empire a fortement été inspiré par l'Empire romain, que ce soit dans sa taille, son gouvernement, ou encore son effondrement et ses causes.

## Histoire
L'histoire de l'Empire galactique remonte très approximativement aux environs de l'an 12 500 de l'Ère commune, en l'an 1 de l'Ère galactique, avec le couronnement de Franken Ier, premier Empereur de la traditionnelle Dynastie Kamble, et la fondation de l'Empire galactique. Il est le successeur de la République trantorienne, démocratie de 5 planètes fondée cinq siècles auparavant et à laquelle ont succédé la Confédération trantorienne et l'Empire trantorien.
Les Fondateurs disent souvent que l'Empire galactique en général et Trantor en particulier ont toujours été en Déclin. D'ailleurs, ils créèrent l'expression du Déclin et de la Chute de l'Empire. Ce Déclin augmenta tant qu'il devint impossible à maitriser dès environ 11 800, malgré plusieurs tentatives (Eto Demerzel, Bel Riose, etc.). En effet, cette période de déclin continu connut de nombreuses crises souvent liées entre elles.
D'abord des crises politiques. De 11 600 à 12 000, des mouvements populaires et des rébellions secouèrent l'Empire (Mouvement Joranumite, 12 028, Rébellions de Santanni, 12 058), des Vice-rois se révoltèrent, des Coups d'État réussirent ou échouèrent (Coups d'État avorté du Maire Rachelle, 12 020) et près de la moitié des Empereurs furent assassinés (Cléon Ier, 12 038). Parallèlement, l'Empire se décentralise. Des armées impériales passent sous le contrôle des Provinces et l'Empire y perd toute autorité. Certaines commencent à ne plus payer leurs impôts. En 12 054, le Gouvernement impérial ne perçoit déjà plus rien de la moitié d'entre elles. Libérées de l'Empire, des Provinces extérieures font sécession (Préfecture de Smyrno, 12 118). En 12 253, plus de 5 millions de mondes ont déjà fait sécession. Développement de la bureaucratie, disparition de l'esprit d'initiative, fin des innovations et repli vers les connaissances passées, durcissement du régime des castes, assassinats et déclin de l'autorité des Empereurs, récurrence des crises économiques, diminution des voyages d'exploration et donc de la curiosité du gouvernement, etc. sont les causes de ce déclin.
- Dépression économique, aggravée sous la Junte militaire (12 038 - 12 048) avec, par exemple, la baisse des résultats nets des grandes entreprises trantoriennes.
- Chute de la natalité sur Trantor, débutée aux environs de 11 970.
- Agitations politiques et sociales :
  - Mouvement puis Complot Joranumite, de 12 028 à 12 038, qui clame : "le gouvernement, c'est le peuple."
  - Rébellions de Santanni, en 12 058. Rébellions, chute du gouvernement et destruction de toute évocation à l'Empire, notamment l'Université Impériale de Santanni.
  - Catastrophe nucléaire du 5e monde de Gamma d'Andromède, en 12 117.
- De nombreuses crises politiques :
  - Augmentation des régicides :
    - Cléon Ier, assassiné par l'un de ses jardiniers, Mandell Gruber, en 12 038.
    - Agis XIV, exilé ou assassiné par la Commission de Sécurité Publique aux environs de 12 066.

  - Décentralisation progressive débutée aux environs de 11 070 :
    - Des armées passent sous le contrôle des Provinces. Le Gouvernement Impérial y perd son autorité.
    - Des Provinces commencent à cesser de payer leurs impôts. En 12 054, le Gouvernement Impérial ne perçoit déjà plus rien de la moitié d'entre elles.
    - Des Préfectures font sécession. En 12 118, par exemple, les Préfectures de Smyrno et d'Anacréon deviennent des Royaumes. En 12 263, 5 millions de mondes ont fait sécession.

  - Réformes du Gouvernement Impérial :
    - Instauration de la Chambre, en 12 038, dans le but de démocratiser l'Empire. L'Empereur perd ses pouvoirs absolus.
    - Instauration de la Commission de Sécurité Publique, en 12 038, dans le but de faire accéder l'aristocratie au pouvoir. Elle dirige le Gouvernement Impérial et l'Empereur y est soumis.

Les sécessions du 13e millénaire affaiblirent l'Empire mais la pourrissante Trantor, le Monde Éternel, était toujours là pour maintenir un semblant d'hégémonie dans les Planètes intérieures.
Le Grand Pillage de Trantor par le renégat Gilmer, situé avec environ de 12 368, détruisit en un mois plus de 13 millénaires d'urbanisation et tua 40 milliards d'habitants. Un armistice fut signé avec les Seconds Fondateurs pour laisser le complexe Palais/Université intact. Les 100 millions de survivants devinrent des vendeurs de métal et de céréales, les Hammiens, de la déformation du mot maison en anglais "Home" en Hame, le nom qu'ils donnèrent à Trantor. La capitale d'un Empire Galactique Infini et Éternel devint Neotrantor, ancien monde agricole de Delicass, et on pense qu'il fut finalement absorbé par l'Union des Mondes vers 12 391.
Heureusement, grâce à Hari Seldon et son Plan, il fallut attendre moins d'un millénaire avant de voir surgir le Second Empire Galactique. Trantor fut reconstruite et redevint la capitale d'un Empire Galactique qui pouvait désormais compter sur Galaxia pour lui permettre de devenir vraiment Infini et Éternel, dans la paix de la Vie unifiée...

## Structure et organisation
L'Empire galactique, aussi appelé Empire ou Premier Empire à partir de l'Interrègne, est un Empire fortement unitaire, subdivisé et centralisé autour de sa planète-capitale Trantor, œcumenopole de 40 milliards d'habitants entièrement urbanisée et sous de multiples dômes. Son régime politique est une monarchie éclairée. À partir de 11 800, il entra dans une période de déclin impossible à stopper, même s'il commençait déjà à pourrir de l'intérieur plusieurs millénaires auparavant. Il se décentralisa progressivement et son unité fut violemment mis à mal, comme lors des Rébellions de Santanni, en 12 058, jusqu'à ce que cette décentralisation atteigne son paroxysme avec les sécessions de ses Provinces extérieures et leurs constitution en Royaumes indépendants, à partir de la déclaration d'indépendance du Royaume de Smyrno, en 12 118. Il est donc composé de quatre Quadrants, eux-mêmes divisés en Secteurs, Provinces, Préfectures et planètes, dont celles de plus de 500 millions d'habitants obtiennent la dignité de Province, à ne pas confondre avec les subdivisions galactiques du même nom. Ces subdivisions sont gouvernées soit par des Vice-rois, représentants directs de l'Empereur, soit par des Gouverneurs royaux. En période de conflit, des Gouverneurs militaires peuvent aussi gouverner une subdivision. Ces subdivisions furent ancrées si profondément dans la galactographie qu'elles survécurent à l'Empire, notamment les Secteurs. Les planètes sont gouvernées par un Conseil planétaire et possèdent leurs propres représentants directs de l'Empereur, les Procurateurs d'Empire. Des Bureaux assurent la nomination des fonctionnaires et la gestion d'affaires spéciales, tel que le Bureau des provinces extérieures. Tous ces fonctionnaires sont sujets au Conseil central, un tribunal public.
L'Empereur de toute la Galaxie est le monarque suprême de l'Empire galactique. Il possède des pouvoirs quasi-absolus et gouverne l'Empire à vie. Sa succession se fait généralement dans sa famille, ce qui a fondé de grandes dynasties. Il est assisté par son Cabinet, son Premier ministre, qu'il nomme lui-même, et de nombreux autres Ministres (Ministre de la Guerre, de la Science, de la Population, etc.).
L'armée a toujours tenu une place importante dans l'Empire, car c'est en grande partie sur elle que repose l'hégémonie de la Galaxie, instaurée et imposée depuis Trantor dans les premiers millénaires impériaux. Lors de périodes de crises, comme l'assassinat d'un Empereur, une dictature militaire peut temporairement gouverner l'Empire.
En 12 048, à la suite d'impulsions démocratiques et aristocratiques, le Gouvernement impérial se dota d'un Parlement, la Chambre, composée de 7500 Conseillers élus par les planètes extérieures et d'une institution de contrôle, la Commission de Sécurité Publique. Elle devint la nouvelle tête de l'Empire pendant quelques décennies.
Dans les années 12 220, le père de Cléon II, cherchant à renforcer la paix et l'unité de l'Empire, créa à la suite de la signature de la Charte une nouvelle institution aristocratique, le Conseil des Seigneurs, devant être consulté par l'Empereur sur toutes les affaires d'État, tel que le budget.